# 五山駅
五山駅（ごさん-えき）は、中華人民共和国広東省広州市天河区に位置する広州地下鉄3号線支線の駅である。ステーションカラーは■紫。

## 利用可能な鉄道路線
広州地下鉄
■3号線

## 駅構造

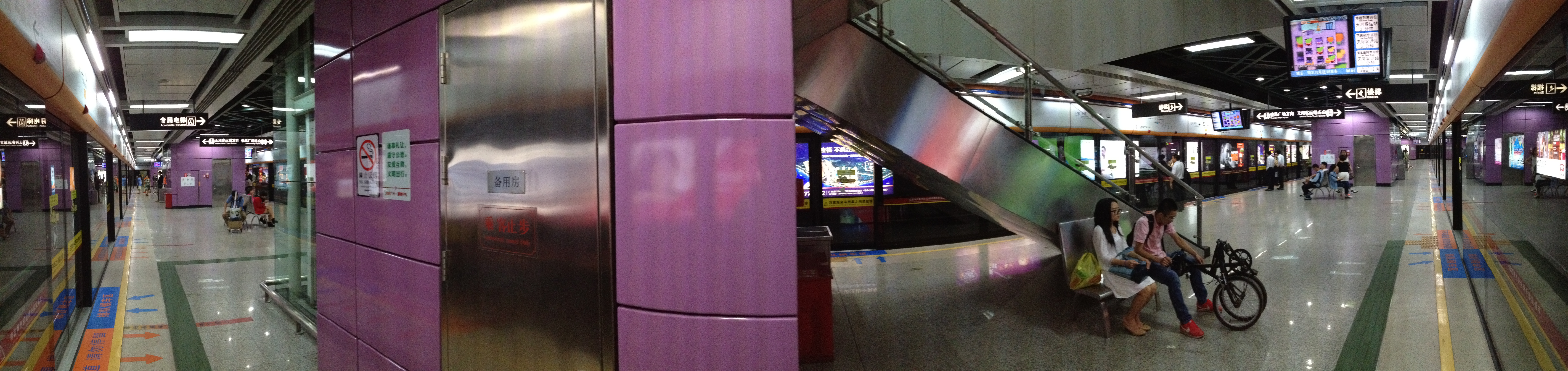
ホーム全景

| 地下1階 | コンコース                 | 改札口、自動券売機、サービスセンター、駅商店、駅警備室、安全検査設備 |  |
| 地下2階 | 1番線                      | 3号線 華師へ（海傍方面）                                             |  |
|         | 島式ホーム、左側の扉が開く |                                                                      |  |
|         | 2番線                      | 3号線 天河バスターミナルへ（天河バスターミナル方面）                 |  |

## 駅周辺
- 華南農業大学
- KFC
- 五山広場
- 華南理工大学東区
- 五山旅店（日本語で五山ホテルの意味）
- 五山花園
- 五山派出所
- 五山郵局（日本語で五山郵便局の意味）

## 歴史
- 2006年12月30日 - 開業。

## 隣の駅
広州地下鉄
■3号線支線
天河バスターミナル駅 316 - 五山駅 315 - 華師駅 314